# Diocese de Itaguaí
A Diocese de Itaguaí (Dioecesis Itaguaiensis), é uma circunscrição eclesiástica da Igreja Católica Apostólica Romana, criada no dia 14 de março de 1980. Foi desmembrada das dioceses de Barra do Piraí-Volta Redonda e Nova Iguaçu. É presidida por Dom Paulo Celso Dias do Nascimento.

## História
O decreto da criação da Diocese foi publicado no dia 23 de abril de 1980 e Vital Wilderink foi nomeado o seu primeiro bispo.
No dia 22 de junho de 1980 houve a instalação canônica da Diocese de Itaguaí e a tomada de posse do seu primeiro bispo na Catedral de São Francisco Xavier.

## Bispos
Cronologia dos bispos:
|        | Nome                                  | Período    | Notas  |
| Bispos | Bispos                                | Bispos     | Bispos |
| ------ | ------------------------------------- | ---------- | ------ |
| 3º     | Paulo Celso Dias do Nascimento        | 2023-atual |        |
| 2º     | José Ubiratan Lopes, O.F.M.Cap.       | 1999-2023  |        |
| 1º     | Vital João Geraldo Wilderink, O.Carm. | 1980-1998  |        |